# Frank Kugler
Frank X. Kugler, född 29 mars 1879, död 7 juli 1952 i St. Louis, Missouri, var en amerikansk idrottare som deltog i Sommar-OS 1904.
I OS 1904 tog han silver i brottning, brons i tyngdlyftning, både i enhands- och tvåhandslyft, och brons i dragkamp i laget Southwest Turnverein of Saint Louis No. 2.
Han är den enda som har tagit medalj i tre olika sporter i samma OS.